# Biroia rufigaster
Biroia rufigaster är en stekelart som först beskrevs av Szepligeti 1914.  Biroia rufigaster ingår i släktet Biroia och familjen bracksteklar. Inga underarter finns listade.